# II. Frigyes Ágost szász király
Ez a szócikk Szászország harmadik királyáról szól. II. Frigyes Ágost szász választófejedelmet (1696–1763) lásd itt.
Frigyes Ágost Albert szász királyi herceg, teljes nevén Frigyes Ágost Albert Mária Kelemen József Vince Alajos Nepomuk János Miklós Ráfael Péter Xavér Ferenc Félix, (németül) Friedrich August Albert Maria Clemens Joseph Vincenz Aloys Nepomuk Johann Baptista Nikolaus Raphael Peter Xaver Franz de Paula Venantius Felix von Sachsen, (Pillnitz, 1797. május 18. – Brennbichl, Tirol, 1854. augusztus 9.) a Wettin-ház Albert-ágából származó szász herceg, 1806-tól szász királyi herceg, 1830-tól a Szász Királyság kijelölt trónörököse (Kronprinz) és társuralkodója (Prinz-Mitregent), 1836–1854 között II. Frigyes Ágost néven Szászország harmadik királya.

## Élete

### Származása

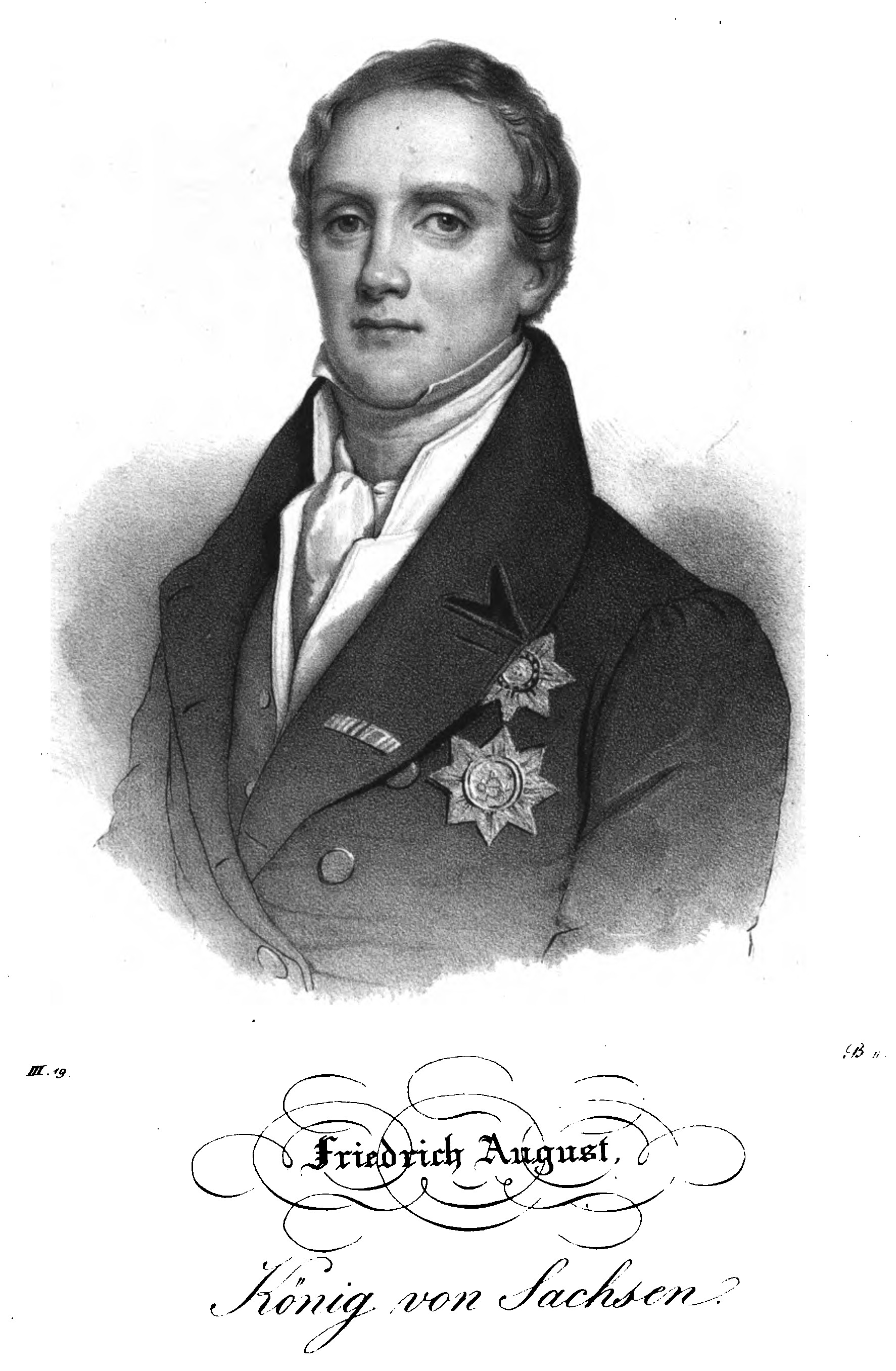
Frigyes Ágost, Szászország királya, litográfia, 1837.

Frigyes Ágost herceg 1801-ben született a Szász Választófejedelemségben, a Drezda mellett lévő pillnitzi kastélyban.
Édesapja a Wettin-ház Albert-ágából való Miksa szász trónörökös herceg (1759–1838) volt, III. Frigyes Ágost választófejedelem öccse, 1827–1830 között a királyság kijelölt trónörököse, Frigyes Keresztély szász választófejedelemnek (1722–1763), Szászország korábbi régensének és a Wittelsbach-házból származó Mária Antónia Walpurga bajor hercegnőnek (1724–1780) legifjabb, ötödik fia, apai ágon III. Ágost lengyel király (1696–1763) unokája, anyai ágon VII. Károly német-római császár (1697–1745) unokája.
Édesanyja a koronaherceg első felesége, Karolina Mária Bourbon–parmai hercegnő (1770–1804) volt, a Bonaparte tábornok által trónjáról elűzött I. Ferdinánd parmai hercegnek (1751–1802) és a Habsburg–Lotaringiai-házból való Mária Amália osztrák főhercegnőnek (1746–1804) legidősebb leánya, Mária Terézia császárné és I. (Lotaringiai) Ferenc német-római császár unokája.
Szülei házasságából 7 gyermek született, köztük Frigyes Ágost, a legidősebb fiú:
- Mária Amália Friderika hercegnő (1794–1870), színházi és operaszerző.
- Mária Ferdinanda Amália hercegnő (1796–1865), aki 1821-ben III. Ferdinánd toszkánai nagyherceghez, II. Lipót császár fiához ment feleségül.
- Frigyes Ágost Albert herceg (1797–1854), 1836-tól II. Frigyes Ágost néven Szászország királya.
- Kelemen (Clemens) Maria Nepomuk herceg (1798–1822).
- Mária Anna Karolina hercegnő (1799–1832), aki 1817-ben II. Lipót toszkánai nagyherceghez, III. Ferdinánd nagyherceg fiához ment feleségül.
- János Nepomuk herceg (1801–1873), aki 1822-ben Amália Auguszta bajor királyi hercegnőt (1801–1877), I. Miksa bajor király leányát vette feleségül, és 1854-től I. János néven Szászország királya lett.
- Mária Jozefa Amália (1803–1829), 1819-től VII. Ferdinánd spanyol király harmadik felesége.

### Ifjúsága
A napóleoni háborúk során 1806. október 14-én Szászország a negyedik koalíció tagjaként a Jéna-auerstädti csatában megsemmisítő vereséget szenvedett Napóleon csapataitól. 1806. december 11-én Szászország aláírta a poseni békeszerződést, ennek nyomán december 20-án Napóleon császár az uralkodó III. Frigyes Ágost választófejedelmet Szászország királyának ismerte el, I. Frigyes Ágost néven. A király öccse, Miksa herceg és fiai is szász királyi hercegi rangra emelkedtek.
A napóleoni háborúk utolsó éveiben Frigyes Ágost fiatal tisztként szolgált, de nem érdeklődött a katonai pálya iránt. Magas kort megért elődei hosszú ideig uralkodtak. 1827-ben Frigyes Ágost nagybátyja, a 77 éves I. Frigyes Ágost király elhunyt, trónját öccse, a 72 éves Antal herceg örökölte. Frigyes Ágost apja, Miksa herceg, az idős király legidősebb öccse ezzel 68 éves korában hivatalos trónörökössé lépett elő.

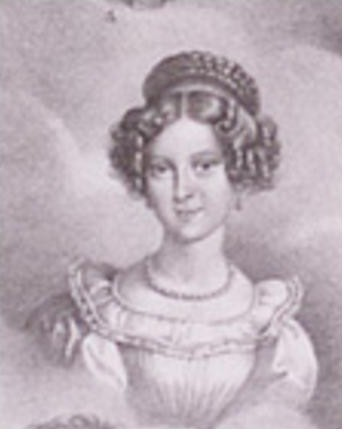
Mária Karolina főhercegnő.

### Első házassága
Frigyes Ágost herceg 1819. szeptember 26-án Bécsben képviselők útján (per procurationem), majd október 7-én Drezdában személyesen is feleségül vette másodfokú unokanővérét, Mária Karolina Ferdinanda főhercegnőt (1801–1832), I. Ferenc osztrák császár (1768–1835) és Mária Terézia nápoly–szicíliai királyi hercegnő (1772–1807) leányát. A házasság gyermektelen maradt, a fiatal királyné 1832-ben, 31 évesen megbetegedett és elhunyt.

### Társuralkodó
Frigyes Ágost herceget az 1830. júliusi francia forradalom sodorta a trón közelébe. A francia események hatására Szászországban is felkelés tört ki. Szeptember 13-án a konzervatív Detlev von Einsiedel gróf kormánya lemondott. A liberálisok követelték, hogy 75 éves Antal királytól egy fiatalabb, modernebb gondolkozású herceg vegye át a koronát. 1830. szeptember 13-án Frigyes Ágost apját, a 71 éves Miksa herceget is lemondatták trónöröklési jogáról legidősebb fia javára. Frigyes Ágostot hivatalos trónörökössé (Kronprinz) és társuralkodó herceggé (Prinz-Mitregent) nevezték ki, azzal a megbízatással, hogy nagybátyjával, az idős Antal királlyal közösen kormányozva, fokozatosan vegye át az államügyek intézését. A polgári felkeléseket a királyi hadsereg 1831-re erőszakkal elnyomta, de a liberálisok követelésére Antal király 1831. szeptember 4-én új alkotmányt bocsátott ki.
Társuralkodóként a fiatal koronaherceg bizonyította rátermettségét. Társuralkodóként jó politikai és diplomáciai érzékkel gyakorlatilag maga vezette az országot. Megnyerő modora, veleszületett intelligenciája és kötelességtudata révén hamarosan megnyerte magának minisztereit és alattvalóit is. Részt vett az 1832. február 2-án kibocsátott város-igazgatási rendeletet (Städteordnung) kidolgozásában, amely megadta a városok szabad önkormányzati jogát. 1832. március 17-én fontos ediktumot (uralkodói rendeletet) adott ki, amelyben a parasztságot mentesítette a kötelező robot (Frondienst) alól, és felszabadította őket a jobbágyi terhek (Erbuntertänigkeit) alól. Frigyes Ágost rendelkezései a közigazgatás és az állam modernizálására irányultak.

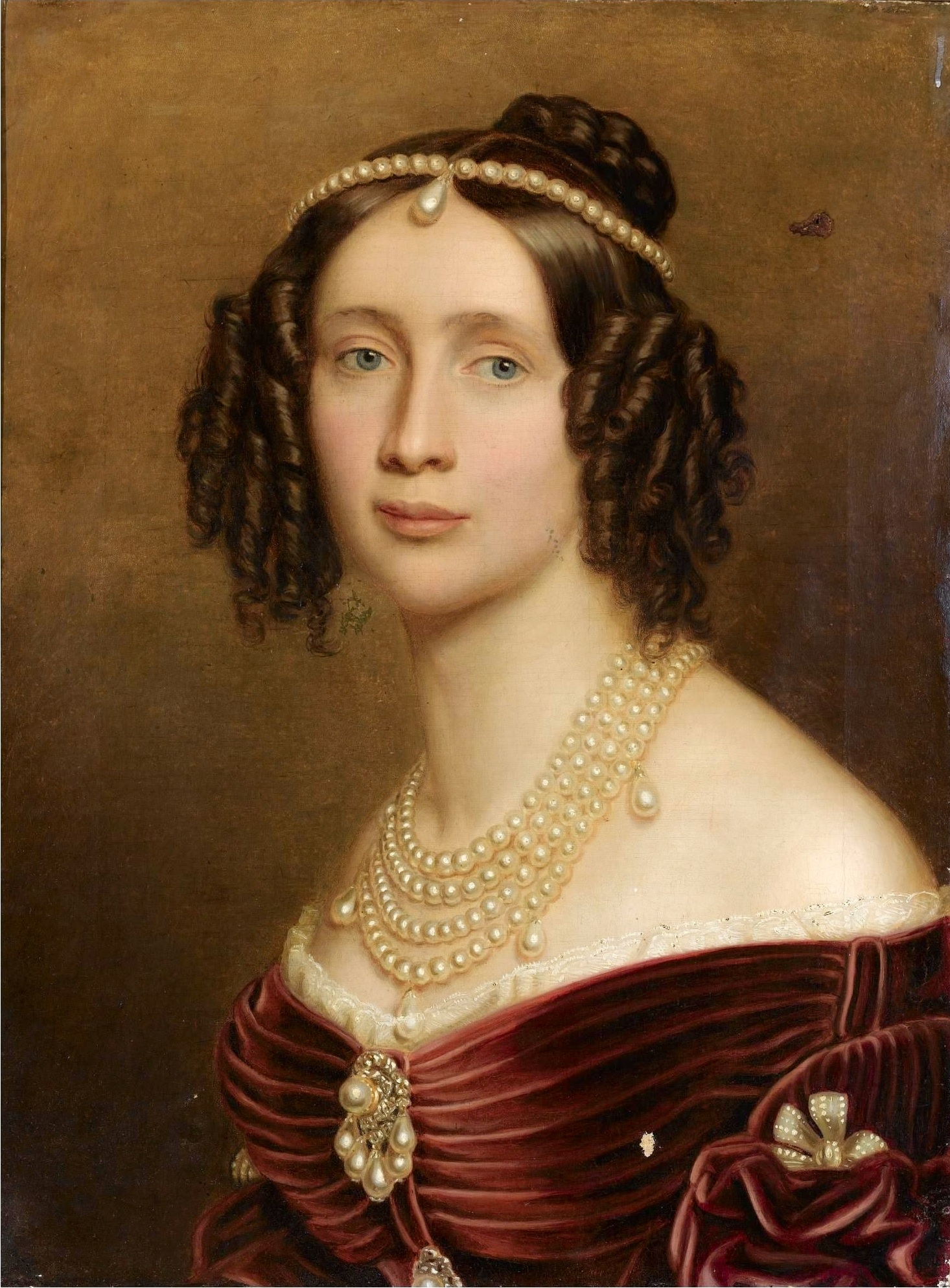
Mária Anna bajor királyi hercegnő.

### Második házassága

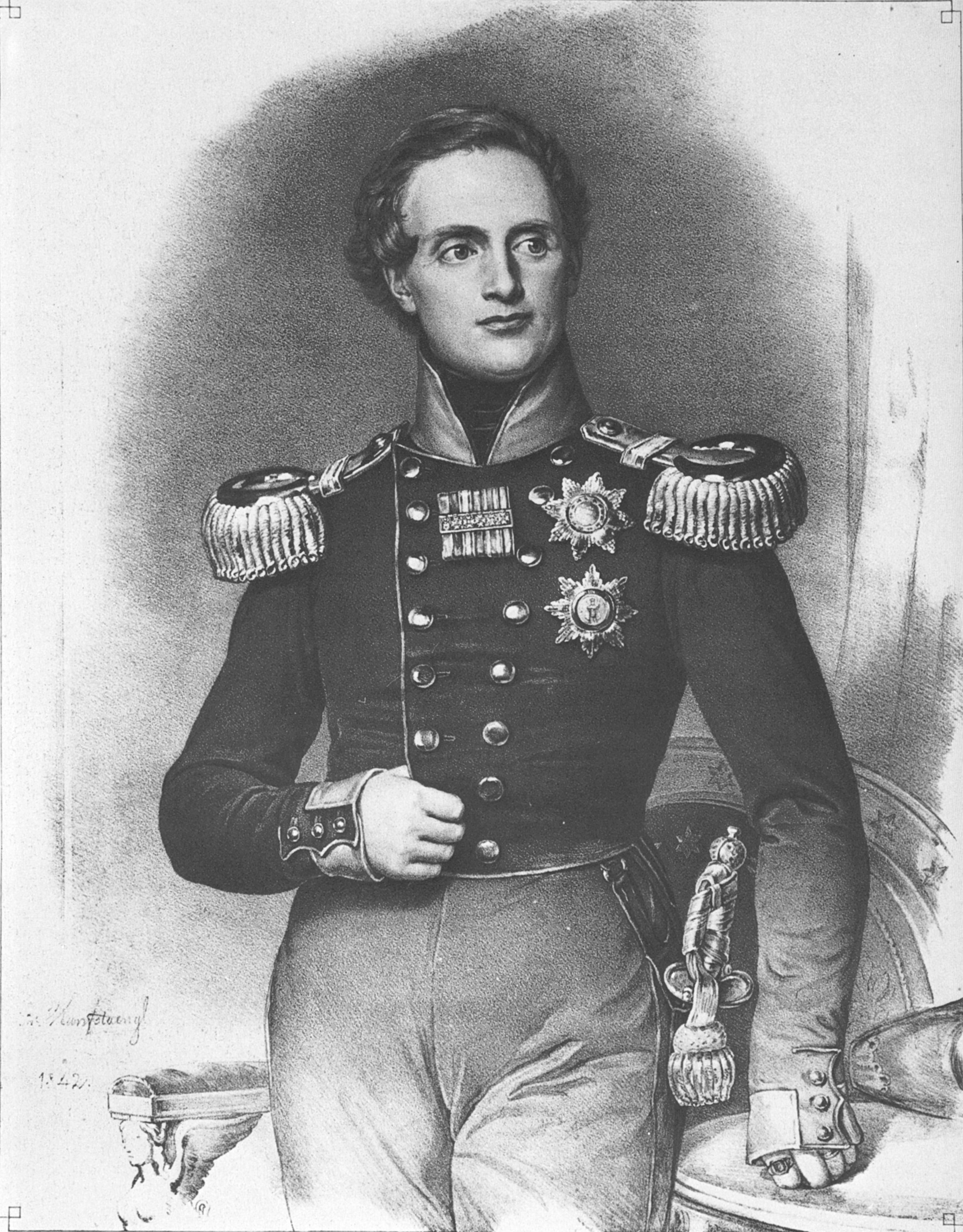
II. Frigyes Ágost király, litográfia, 1842.

Első feleségének halála után egy évvel, már Szászország kinevezett trónörököseként 1833. április 24-én Frigyes Ágost Drezdában feleségül vette Mária Anna bajor királyi hercegnőt (1805–1877), I. Miksa bajor király (1756–1825) és Karolina Friderika Vilma badeni hercegnő (1776–1841) leányát, aki 1836-ban, férjének trónra lépésekor Szászország királynéja lett. A második házasság 21 évig, Frigyes Ágost elhunytáig tartott, de ebből sem születtek gyermekek.
Ugyanakkor Frigyes Ágostnak volt egy házasságon kívül született fia, Theodor Uhlig (1832–1853), aki zongoraművész, zeneszerző és zenekritikus lett. Richard Wagnerrel folytatott levelezése és vitairatai történeti értéket képviselnek. 

### Szászország királya
Nagybátyja, Antal király 1836. június 6-án hunyt el, 81 éves korában, gyermektelenül. Szászország trónját az 1830-as politikai szerződés alapján unokaöccse, II. Frigyes Ágost örökölte. Az 1830-as évekre és az 1840-es évek elejére jellemző romantikus elképzelések a társadalom békés megreformálásáról és a tömegek életének jobbá tételéről a fiatal királyt is magával ragadták. Konzervatív gondolkodású volt, de nem reakciós. Felismerte számos reform szükségességét, első fontos intézkedéseit már társuralkodó korában meghozta. Rokonszenvvel tekintett a német egységtörekvésre, de ezt idealisztikusan fogta fel. Szemléletét meghatározta sógorához, a vele közel egyidős és hasonlóan gondolkodó IV. Frigyes Vilmos porosz királyhoz (1795–1861) fűződő személyes jóbarátsága.
Frigyes Ágost új, egységes jogszolgáltatást vezetett be Szászországban, már 1836-ban új büntető törvénykönyvet adott ki. Modernizáló intézkedései nyomán alattvalói körében igen népszerűvé vált. Szívélyes természetű, közvetlen személyiség volt, némi tudományos érdeklődés is volt benne, főleg a botanika és a geológia iránt. Gyakran tett felfedező utakat a hegyekben, ritka növényeket és ásványokat keresve. Az évek múlásával nyíltsága és életvidámsága alábbhagyott, depressziós hullámok kezdték gyötörni, egyre kevesebbet érintkezett alattvalóival, a hegyekben tett magányos túrákban talált megnyugvást.
Az 1848–49-es német forradalmak első hónapjaiban Frigyes Ágost liberális miniszterekkel bővítette kormányát, megszüntette a cenzúrát, és liberális szellemű választási törvényt írt alá. A frankfurti parlament határozatai és a radikális képviselőiknek a demokratikus átalakulásra irányuló követelései azonban megütközést keltettek benne. Gondolkodásmódja gyökeresen megváltozott, ennek pontos indítékait a történészek tárgyalják és vitatják.
A radikálisok vezetői – köztük az orosz Mihail Bakunyin – a királyi hatalom megdöntésére törtek. 1849. április 28-án Frigyes Ágost feloszlatta a parlamentet. 1849. május 3-án kitört a drezdai felkelés. A király elrendelte a királyi katonaság fegyveres beavatkozását, és porosz katonai segítséget is hívott. A katonák tűzparancsot kaptak. Május 7–9 között a királyi hadsereg és a Friedrich von Waldersee porosz tábornok által vezetett segélycsapatok véres harcokban leverték a drezdai felkelést. A sortüzekben és a harcok során 340 felkelő halt meg, köztük mintegy 100 drezdai polgár. A forradalmárok vezetői és értelmiségi barátaik, köztük Bakunyin, Wagner és Gottfried Semper építész elmenekültek a fővárosból. Bakunyint később Chemnitzben elfogták és kiadták Oroszországnak. Alattvalói elfordultak tőle, a saját népére lövető királyt gyűlölet vette körül.

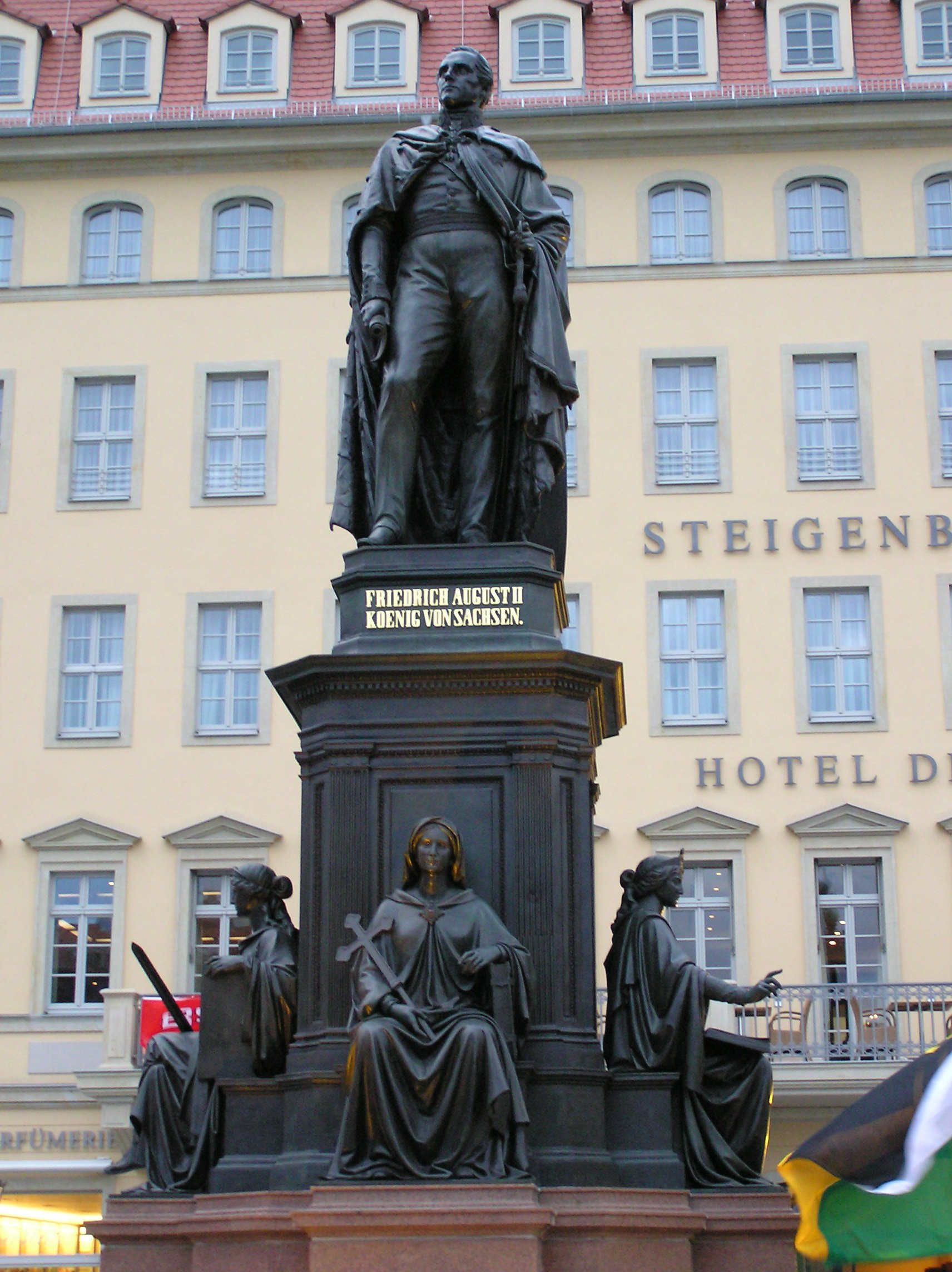
Szobra Drezdában.

### Halálos balesete
1854-ben Tirolban utazgatott. Augusztus 8-án Brennbichl községben (ma Karrösten község része), az Inn folyó hídjának közelében lovas kocsija felborult. Frigyes Ágost a kocsiból kizuhanva végzetes fejsérülést szenvedett (az egyik megbokrosodott ló patájától). A közeli Neuner fogadóba vitték, itt halt meg másnap, augusztus 9-én, 57 éves korában. Testét hazaszállították, és 1854. augusztus 16-án a drezdai katolikus székesegyházban (Katholische Hofkirche), a Wettin család kriptájában (Wettinergruft) temették el.
II. Frigyes Ágost férfi utód hátrahagyása nélkül halt meg, trónját így öccse, I. János király örökölte.

## Emléke
- Özvegye, Mária királyné a halálos baleset színhelyén egy neogótikus stílusú királyi emlékkápolnát (Königskapelle), amelyet a tragédia első évfordulóján, 1855. augusztus 8-án szenteltek fel. A kápolna ma Karrösten község területén található, és műemlékvédelem alatt áll.
- A brennbichli Neuner fogadóban (Karrösten község, Tirol) a szobát, ahol elhunyt, emlékszobává alakították.
- 1867-ben Drezdában felállították egész alakos szobrát (Ernst Hähnel művét).
- A Szász-Svájcban, Hinterhermsdorf közelében egy kilátóhelyet, ahol Frigyes Ágost egyszer hosszabban elidőzött, Königsplatznak nevezték el.